# Savaneta
Savaneta ist eine Stadt an der Südwestküste der Insel Aruba, rund zwei Kilometer westlich von San Nicolas.

## Geschichte
Savaneta ist die älteste Stadt der Insel. Seit 1760 war Savaneta mit ihrem Fischereihafen die Hauptstadt Arubas, und die Bewohner lebten vom Fischfang. Im östlichen Teil Savanetas wurden auch Pferde und Ziegen gezüchtet und Aloen angebaut. Der Name Savaneta stammt vermutlich aus der niederländischen Kolonialzeit in Indonesien, denn in der indonesischen Sprache ist Savaneta der Name für das niederländische Oranjestad. Wann der Ort gegründet wurde, ist nicht genau belegbar.
Nachdem 1796 das Fort Zoutman von den Niederländern gebaut wurde und der Hafen in Oranjestad für größere und tiefergehende Schiffe besser zugänglich war, wurde Oranjestadt zur Hauptstadt.
Im Stadtgebiet befindet sich heute die Kaserne der niederländischen Marine. Die Marinierskazerne Savaneta ist auch der Standort der Arubaanse Militie (ARUMIL). Im Hafen von Saveneta ist die Küstenwache (Kustwacht Caribisch Gebied) stationiert. In Savaneta befindet sich auch das Wassersportstadion Aruba, die Trainingsanlage der Wassersportler des Comité Olímpico Arubano.

## Trivia

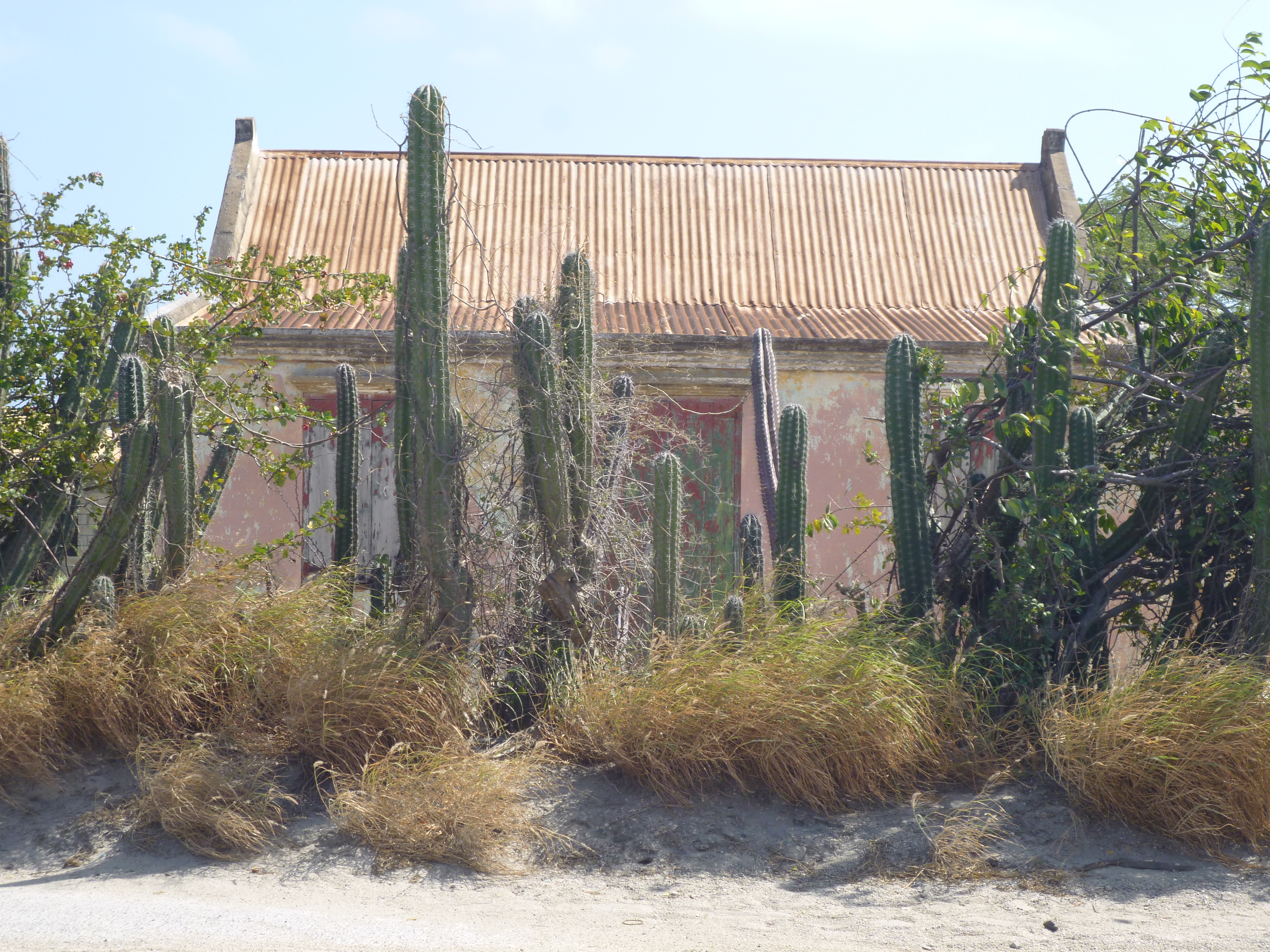
Cas di torto Savaneta

Das älteste Haus auf Aruba, ein Cas di torto aus den 1700er Jahren, steht noch heute in Savaneta. Das ursprüngliche Dach des Hauses wurde im 19. Jahrhundert mit Wellasbest-Faserzement gedeckt.

## Demografie
Das Stadtzentrum selbst hat rund 2.100 Einwohner. Da Aruba in acht Zensusregionen unterteilt wird, die jedoch keine Verwaltungsfunktionen haben, sind auch weitere Siedlungen wie Cura Cabi, Mabon Kavel und Pos Chikito in den folgenden Zahlen enthalten.
| Region   | Fläche (km²) | Einwohner 1991 | Einwohner 2000 | Einwohner 2010 |
| -------- | ------------ | -------------- | -------------- | -------------- |
| Savaneta | 27,76        | 7.273          | 9.996          | 11.518         |

## Söhne und Töchter der Stadt
- Roger Peterson (* 1980), Finalist der Castingshow Idols und Sänger der niederländischen Rockband Intwine